# 高橋ミチ
高橋 ミチ（たかはし みち、本名：高橋美千代・洗礼名 = マリア・キアラ（アッシジのキアラ）旧姓：吉村、1963年7月22日 - ）は、日本におけるテディベアアーティストである。テディベアを一般的クマのぬいぐるみの域を超えて芸術作品にまで高めた第一人者としてテディベア業界では世界的に知られる。特に、1996年度TOBY®賞にノミネートされた「Look Here Bees! I'm Good Boy Takuya!」作品は、高橋ミチが "隠れ大ファン" としている木村拓哉をイメージさせて制作した最高傑作品で、世界中のテディベアファンに絶賛されている。アートプロデューサー、アートディレクター、ソフトスカルプター©でもある。夫は同じくテディベアアーティストの高橋ヒロ。

## 略歴
- 1963年7月22日 - 静岡県三島市生まれ。静岡県立伊豆中央高等学校卒業
- 1983年 - 高橋ヒロの会社起業に参画
- 1984年 - 師事していたフェリス女学院大学 音楽学部の教授移籍に伴い、昭和音楽大学短期大学部 音楽科 ピアノ専攻を卒業
- 1985年 - ピアニストとして定期演奏会に出場を続ける
- 1988年 - 高橋ヒロと結婚。ハネムーン先のウィーンでテディベアに出逢い、独学でテディベアを創りはじめる
- 1993年 - 本格的に欧米に進出。テディベア界において世界中より精巧さを称賛される
- 1993年-1995年 - テディベア界のアカデミー賞、TOBY®賞に日本人初、3年連続ノミネート

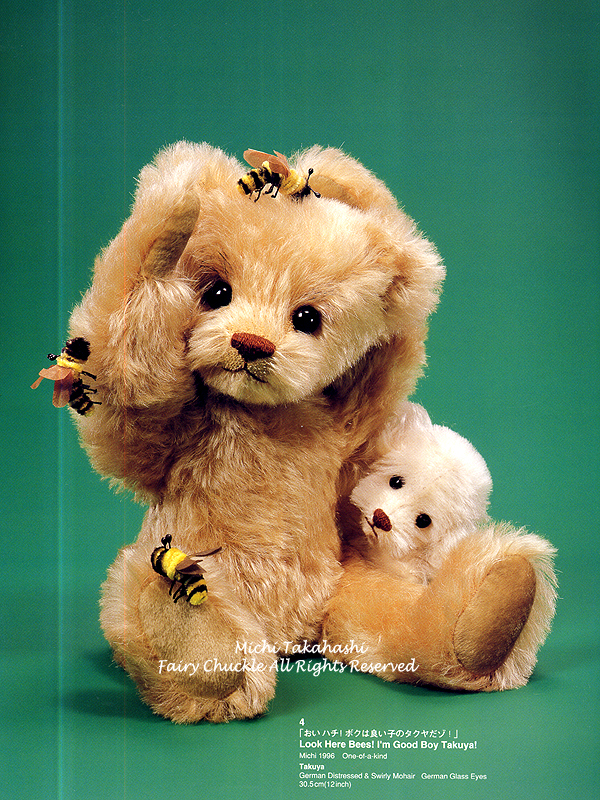
「Look Here Bees! I'm Good Boy Takuya!(おいハチ！ボクは良い子のTakuyaだゾ！)」

- 1996年 - 阪神淡路大震災のチャリティー活動を機に慈善活動、自然環境保護運動を開始
- 2001年 - 「横浜人形の家」にて2ヶ月半に渡る初個展を開催。作品集「The Fantasia高橋ミチ＆ヒロの世界」を発刊[4]
- 2003年 - 世界初の個人美術館「はこだて西波止場美術館テディベアアート高橋ミチ&ヒロの世界」を開館
- 2013年 - 横浜「カフェギャラリー・リンデン」個展
- 2014年 - 横浜港の見える丘公園「山手111番館」にて個展。第70回 横浜美術協会主催「ハマ展」出展
- 2015年 -  第9回横浜芸術祭出展

※日本、英国、米国、香港のテディベアミュージアム に永久展示

## 作品・活動
1993年から本格的に欧米に進出。
この後日本、イギリス、アメリカの賞を多数受賞。テディベア界のアカデミー賞と言われる"TOBY®"賞に日本人として初めてノミネートされ、延べ4作品が3年連続ノミネートされた。
1996年阪神大震災チャリティーオークションに創作した作品 "Over the Rainbow" 虹の彼方に は、寬仁親王妃より直々に評価を受け、70万円で落札（国内アーティストの最高額）され全額を寄付した。
作品はミシンを一切使わない「全ての工程を半返し縫い」をポリシーとしているので、年間35作品前後しか創作できない寡作アーティストで、世界のテディベア界の中では稀少価値があると評されている。
イギリス、日本（ハウステンボスを含む）の権威あるミュージアムに特別依頼を受けた作品を多数展示。作品コンセプトは、幻想、可憐、清楚をイメージするものが多く、観て、触れて、語りかけることができる立派な芸術として確立させることに力を尽くしている。
「高橋ミチ・キモノコレクション©」を通してテディベアにオリエンタルな息吹を吹きかけることにより、東洋と西洋の新しい繋がりはもちろんのこと、日本の伝統美を提唱し、文化交流のパイオニアとしても評価を受けている。
近年では、マルチーズ犬のファンシャーとして、モヘア製のリアルドッグを制作する等、他犬種（愛玩犬）にも力を入れ、"リアルモヘアドッグ©"の世界でも欧米にファンを持ち、ソフトスカルプター©として美術界で活躍中。

## 実績
- 1988年
  - 10月 - 独自のテディベアブランド"フェアリーチャックル （Fairy Chuckle®）"を創始し創作をはじめる
- 1993年
  - 2月 - Hugglets社（英国）主催 "WINTER BEAR FEST"訪問（日本人アーティスト初）[20]。英国の"BEAR TALK CLUB"特別会員となる
  - 5月 - デディベア歴史研究家リンダ・マリンズ（米国）主催 "TEDDY BEAR ARTIST COMPETITION"で、作品"Lady Fairy"が3位受賞
  - 8月 - Hugglets社主催"Teddy's '93"に招待出展(日本人初)。以後毎年出展[18]
  - 11月 - 日本テディベア協会主催 "1st JAPAN TEDDY BEAR CONVENTION"に出展。以後毎年出展
  - 12月 - オランダ専門誌 "BEAR BERICHT"、オーストラリア専門誌 "BEAR FACTS"に掲載（いずれも日本人初））[18][21]
- 1994年
  - 2月 - "BEAR TALK CLUB"の名誉会員となる（日本人初）。クラブ3周年を記念し、親善大使ベア、作品 "桃"を寄贈。"The Golden Cross Museum"（英国）に永久展示
  - 4月 - "2nd JAPAN TEDDY BEAR CONVENTION"のテディベアコンテストで、作品 "Madame Fairy"がグランプリ受賞[22][23][24]
  - 7月 - マーガレット&ジェリー・グレイ（英国）著 "TEDDY BEAR The Collectors Guide to selecting Restoring and Enjoying New and Old Teddy Bears"に、マスコット "Fairy Chuckle®"が掲載[25]
  - 8月 - "COTSWOLD TEDDY BEAR MUSEUM"(英国)に作品 "Miss Japan"を寄贈。永久展示[26]
  - 10月 - 日本テディベアファンクラブ主催 "Japan Teddy Bear Festival in KOBE"に出展
  - 11月 - リンダ・マリンズ著 "Tribute to Teddy Bear Artists Series 1"にパイオニア・テディベアアーティストカップルとして掲載[27]
  - 12月 - 新宿伊勢丹美術館 "World Teddy Bear Collection1994"に作品展示
- 1995年
  - 1月 - リンダ・マリンズ（米国）主催 "Linda's TEDDY BEAR,DOLL and ANTIQUE TOY SHOW AND SALE in San Diego"に出展。作品 "Madame Fairy"が特別展示
  - 4月 - "TOBY®"賞（米国・テディベア界最高権威）に、作品 "Easter Sunday"がノミネート（日本人初）[28]
  - 5月 - アメリカ専門誌 "Teddy Bear and Friends"の "TINY TEDS 1995"で、作品 "Fairy Flower Shower"がノミネート[29]
  - 10月 - デディベア歴史研究家スー・ピアソン（英国）著 "BEARS"に日本人アーティストの代表として作品等が掲載[30][31]
  - 11月 - "WDW（ウォルト・ディズニー・ワールド・リゾート）TEDDY BEAR and DOLL SHOW 1995"に招待参加
  - 12月 - 新宿伊勢丹美術館 "World Teddy Bear Collection 1995"に作品展示
- 1996年
  - 1月 - "Berryman's International Teddy Bear Artists Auction"in Japanで作品 "Over the Rainbow" 虹の彼方に が70万円で落札。阪神・淡路大震災チャリティに全額寄付。同会場で、寬仁親王妃信子に作品評を受ける[32][20][33][6][34][35][36]
  - 4月 - "TOBY®"賞に、作品 "Look Here Bees! I'm Good Boy Takuya!"がノミネート[1]（2年連続）。リンダ・マリンズのプロデュースで、マスコット "Fairy Chuckle®"がフィギアとしてホビーハウスプレス（米国）より世界発売[6][37]
  - 3月 - Teddy Bear Times社（英国）主催 "British Bear Artist Awards"インターナショナル部門に、作品 "Kate and the Favourite Fairies Bedtime Party"がノミネート[38]
- 1997年
  - 4月 - "TOBY®"賞に、作品 "Oh, What's a Fine Night Sky Flowers!" "Loves Me? Loves Me Not? ... "の2作品がノミネート[39]（3年連続）
  - 5月 - "TINY TEDS 1997"に作品 "Fairy Dream World"がノミネート[40]。"ミニチュア ベア フェアリー"の世界で、作品 "The Pole Star Fairy"が特集掲載[41]
  - 6月 - 日本ヴォーグ社 "日本のテディベア作家100人"に掲載[2]
  - 7月 - イギリス専門誌 "Teddy Bear Club International"に日本人アーティストの代表として掲載[42]
  - 8月 - "Park House The TOY and COLLECTERS MUSEUM"（英国）に作品"Baby Theodora"、が永久展示
  - 10月 - ハウステンボス "Teddy Bear Kingdom"(ミュージアム・長崎)に日本代表として、平和のシンボルを表現した"千鶴"と"Enjoy the Evening Cool"が永久展示[37][43][44][9][45]。毎日新聞にテディベア特集記事として掲載
- 1998年
  - 1月 - "Teddy Bear Club International"の表紙に作品"千鶴"が起用され（日本人初）、記事掲載[46][37]
- 1999年
  - 1月 - "Linda's TEDDY BEAR, DOLL and ANTIQUE TOY SHOW AND SALE in San Diego"に出展。 "TEDDY BEAR COMPETITION"で、作品"萌"が3位受賞[10]。リンダ・マリンズ著 "Tribute to Teddy Bear Artists Series 3 "作品"桜"が掲載[8]
  - 3月 - "British Bear Artist Awards"インターナショナル部門に、作品"萌"がノミネート。イギリス専門誌"Teddy Bear Scene"に特集記事が掲載(日本人初)[3]
  - 5月 - "TINY TEDS 1999"に、作品"Chummy Line's Busy"がノミネート[47]
  - 8月 - ジェリー・グレイ（英国）著 "MASTERPIECE in MINIATURE Artists Teddy Bears"に作品 "Judy and Teddy Edward in Fairyland (Fantasy Fun)"が掲載[17]
- 2000年
  - 1月 - "Linda's TEDDY BEAR ,DOLL and ANTIQUE TOY SHOW AND SALE in San Diego"に出展。作品"茜"が日本人代表展示
  - 2月 - リンダ・マリンズ著 "Teddy Bears and Friends Identification and Price Guide"に、作品"千鶴"が掲載[9]
  - 4月 - リンダ・マリンズプロモーション"Linda Mullins' International Artist Bear Collection"世界8カ国代表アーティストに、日本代表として作品"Yukata Girl"が、Little Gem Teddy Bears,Inc.（米国）より限定世界発売
  - 5月 - NHK厚生文化事業団・難民を助ける会主催,、対人地雷撤去活動支援チャリティ「愛のテディベア展」に、作品"A Helping Hand"を制作し、全国巡回展をする。[48][49]。"Teddy Bear Club International"に、作品"茜"と"萠"が記事掲載[19]
  - 7月 - "Teddy Bear Scene"の表紙に作品 "萌"が起用[50]、さらに"Michi Takahashi's Kimono Collections"として特集記事が掲載[10]
- 2001年
  - 1月 - "Teddy Bear and Friends" (テディベア界の最高峰専門誌)に特集記事が掲載（日本人初）[11]
  - 3月 - "Teddy Bear Scene"に作品 "A Helping Hand"が掲載[49]
  - 5月 - "TINY TEDS 2001"で、作品 "The Playmate"がノミネート[51]
  - 6月 - 横浜人形の家にて初個展(2001年6月30日～9月2日)、現役では初の会場提供をされる[16]。新潮社FOCUS特集記事が掲載[12]
  - 7月 - リンダ・マリンズ著  "Teddy Bear Centennial Book"[13]、デディベア歴史研究家ポーリン・コックリル著 "A CENTURY BEARS(Teddy Bear encyclopaedia - テディベア百科事典) BOOK" [52]、スー・ピアソン著 "Teddy Bears : A Complete Collector's Guide"[53]、に日本人代表として作品等が掲載。NHK、TVK、東急CATV、FM横浜に特集番組として出演。朝日新聞・読売新聞・東京新聞に特集記事掲載
  - 8月 - The Japan Times（英字新聞）に特集記事掲載[54]
  - 11月 - "Teddy Bear Scene"に作品"Oh, What a Fine Night Sky Flowers!"が掲載[55]
- 2002年
  - 1月 - "Teddy Bear Scene"にミチ&ヒロ作"Magical Fairy Chuckle®"が掲載
  - 3月 - "Teddy Bear Scene"に作品"Christine Chitose と A Lovely Day!"が掲載[56]。ヘラルド朝日（英字新聞）に特集記事掲載[7][14]
  - 5月 - "Teddy Bear Scene"に作品 "The day I've been waiting for... My sister was finally bone!"が掲載[57]
  - 8月 - 香港 "TEDDY BEAR KINGDOM 小熊國"に、ミチ&ヒロの作品 "Special Fairy Chuckle®"が永久展示
  - 10月 - 「世界のアーティスト切手」の日本代表としてミチ&ヒロの作品が切手になる。セントビンセント・グレナディーン 国発行
  - 12月 - テディベア誕生100周年記念チャリティーオークションにアーティスト代表として作品出品。"Teddy Bear and Friends"の特集記事に、作品 舞妓"まめ華"が掲載[58]
- 2003年
  - 4月 - 「はこだて 西波止場美術館 テディベアアート 高橋ミチ&ヒロの世界」を開館。テディベアアーティスト個人の美術館としては世界初[59]
  - 12月 -  主婦と生活社 "おしゃれ時間。"（美しい部屋別冊）誕生号に、"函館 テディベアアート 高橋ミチ＆ヒロの世界を訪ねて"と題した特集記事掲載[15]
- 2005年
  - 8月 - 8月19日ワシントンD.Cで「スマトラ沖地震津波災害支援義援金寄付オークション」開催。作品は$3,000.00で落札され全額を寄付[60]
  - 9月 - マルチーズのタレントペットモデル愛犬「フェアリー」[61]と「ドルチェ」[62]をモデルにした「モヘアリアルドッグ©」の世界として、究極の高級ぬいぐるみ犬 Maltesedog Exclusive & Comrade© ネットショップをオープン
- 2012年
  - 7月 - 第48回神奈川県美術展工芸部門に出展
- 2013年
  - 横浜「カフェギャラリー・リンデン」個展
- 2014年
  - 横浜港の見える丘公園「山手111番館」にて個展
  - 第70回横浜美術協会主催「ハマ展」出展
- 2015年
  - 1月 - 六本木 男性合唱団倶楽部（通称六男）主演、オリジナルミュージカル『ウエスト・サイズ・ストーリー』に作品舞妓「春千代」が、六男メンバーである鳩山由紀夫と共に出演
  - 第9回横浜芸術祭出展